# مناصر
مناصر هي إحدى بلديات دائرة سيدي أعمر ولاية تيبازة وتبعد عن مقر الولاية 25 كلم، وتقع على حدود ولاية تيبازة من الناحية الجنوبية، وتشترك مع بلدية مليانة في الحدود، أما من الشمال فتحدها بلدية شرشال، ومن الشمال الشرقي بلدية سيدي عمر، ومن الناحية الشرقية بلدية مراد، ومن الغرب بلدية سيدي سميان.
يعود تأسيس بلدية مناصر إلى سنة 1879م، أما نشأتها فترجع إلى تاريخ 1 يناير 1957م؛ إثر القرار المؤرخ في 04 ديسمبر 1956م.

## تضاريس ومُناخ المنطقة
إن مناخ بلدية مناصر هو مناخ البحر الأبيض المتوسط المعروف بتقلباته المفاجئة، وهي شديدة البرودة في الشتاء، شديدة الحرارة في الصيف نظراً لموقعها بين جبلين.
و من ناحية التضاريس فهي منطقة جبلية على العموم ذات مسالك صعبة وتبلغ قمة أعلى جبالها وهو جبل البيك بحوالي 700م عن سطح البحر، وتشكل الجبال والهضاب بها أكثر من 60% من باقي المساحة.

## النشاط الاجتماعي للسكان
تشكل الزراعة أهم ميزة للسكان، بحيث ينحصر هذا النشاط في الكروم، والحبوب، والزيتون والفواكه، وذلك لطبيعة المنطقة التي تفرض مثل هذا النشاط الذي عرف به السكان منذ تواجدهم في المنطقة، فإن كل السكان يشتغلون بالزراعة، ويمكن أن نعتبر أنه من بين الزراعات الأكثر مردودية هي الحبوب و الخُضر و الفواكه حيث حققت الاكتفاء الذاتي.
أما تربية المواشي فهي محصورة للاستغلال العائلي فقط ومن بينها الماعز والتي تتناسب تربيته مع طبيعة المنطقة.
وبالنسبة للمزارع المسيرة ذاتياً نجد على مستوى بلدية مناصر 4 مزارع يشتعل بها ما يقدر بـ170 عاملاً، تختص في زراعة الحبوب، وتربية المواشي، ويمثل الفلاحون الصغار الأغلبية بالمقارنة مع القطاع العام.

## مناطق البلدية
1 - منطقة مناصر المركزية
2 - منطقة بني بوصالح
3 - منطقة أولاد العربي
4 - منطقة بني عبد الله
5 - منطقة سيدي صالح (تيضاف)
6 - منطقة فجانة